# Algoritmy pro vyhledávání v textu
Algoritmy pro vyhledávání v textu jsou důležitou třídou algoritmů pro práci s textovými řetězci. Slouží ke hledání místa, kde se jeden či více řetězců (vzorků) shoduje s částí většího textu.
Nechť Σ je abeceda (konečná množina). Formálně jsou vzorek i prohledávaný text řetězce prvků množiny Σ, což může být běžně používaná abeceda (například písmena A až Ž), binární abeceda (Σ = {0,1}) nebo abeceda DNA (Σ = {A,C,G,T}) používaná v bioinformatice.
V praxi může mít způsob, jakým je řetězec zakódován, vliv na samotný vyhledávací algoritmus. Obzvláště pokud je použita proměnná délka kódování, trvá dlouho (vzhledem k délce textu N) nalezení N-tého znaku a znatelně to zpomaluje mnoho pokročilejších vyhledávacích algoritmů. Abychom tento problém vyřešili, můžeme místo samotného řetězce hledat posloupnost, pomocí níž je zakódován. Pokud však k tomu kódování není přizpůsobeno, může takové řešení vést k falešným shodám.

## Základní rozdělení
Algoritmy můžeme rozdělit podle počtu vzorků, které používají.

### Algoritmy používající jeden vzorek
Nechť m je délka vzorku a n je délka prohledávaného textu.
| Algoritmus                                | Čas potřebný pro předzpracování | Čas potřebný pro vyhledání            |
| ----------------------------------------- | ------------------------------- | ------------------------------------- |
| Naivní vyhledávání                        | 0                               | Θ((n-m+1) m)                          |
| Rabinův–Karpův algoritmus                 | Θ(m)                            | průměrně Θ(n+m), nejhůře Θ((n-m+1) m) |
| vyhledávání založené na konečném automatu | Θ(m \|Σ\|)                      | Θ(n)                                  |
| Knuthův–Morrisův–Prattův algoritmus       | Θ(m)                            | Θ(n)                                  |
| Boyerův–Mooreův algoritmus                | Θ(m + \|Σ\|)                    | Ω(n/m), O(n)                          |

### Algoritmy používající konečnou množinu vzorků
- Aho–Corasick algoritmus pro shodů řetězců
- Commentz–Walter algoritmus
- Rabin–Karp algoritmus pro vyhledávání v textu

### Algoritmy používající nekonečně mnoho vzorků
V tomto případě nemohou být vzorky jednoduše vyjmenovány. Obvykle je reprezentujeme pomocí regulární gramatiky nebo regulárního výrazu.